# Tu chanh
Tu chanh (danh pháp khoa học: Fraxinus floribunda) là một loài cây bản địa Nam Á, Đông Á và Đông Nam Á. Loài này mọc ở Afghanistan, Pakistan, Nepal, Assam, Bhutan, Lào, Myanmar, Thái Lan, Việt Nam, và quần đảo Ryukyu, và một số khu vực Trung Quốc (Quảng Đông, Quảng Tây, Quý Châu, Xizang, Vân Nam, Triết Giang).
Fraxinus floribundalà loại cây rụng lá cao 10–15 m với thân cây có đường kính lên đến 50 cm, vỏ cây màu xám. Lá đối, răng cưa, với 7-9 lá chét răng cưa. Hoa trắng với cánh hoa dài 3–4 mm, các chùm phân nhánh có bề ngang lên đến 25 cm. Quả là hạch, với cánh dài hẹp dài 2,5–4 cm và rộng 3–4 mm.